# Jacopo Vignali

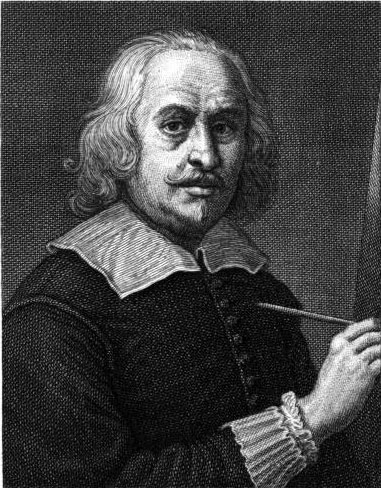
Retrato de Jacopo Vignali (1724).

Jacopo Vignali (Pratovecchio, 5 de septiembre de 1592-Florencia, 3 de agosto de 1664) fue un pintor florentino de estilo barroco. 

## Biografía
Dotado desde niño para el dibujo, recibió su primera formación de un pintor local de Pratovecchio hasta que en 1605 marchó a Florencia para formarse en el taller de Matteo Rosselli. La relación entre Rosselli y Vignali fue tan estrecha que el maestro le propuso que se casara con su hermana Margherita, aunque Vignali no aceptó. Las relaciones entre Rosselli y Vignoli siempre fueron buenas. De todos los discípulos de Rosselli, será Vignali el que tenga una carrera más prolífica.
Una vez terminado su aprendizaje, Vignali abrió su propio taller en Florencia, en la via della Crocetta (hoy llamada via Laura). 
Según el historiador Luigi Lanzi, el estilo de Vignali recuerda al de Guercino, no tanto en las formas como en su uso de las sombras y en la composición.
En 1663 tuvo un ataque cerebrovascular que lo paralizó casi por completo. Murió al año siguiente y fue enterrado en la iglesia de San Michele Visdomini.
Su discípulo más importante fue Carlo Dolci.

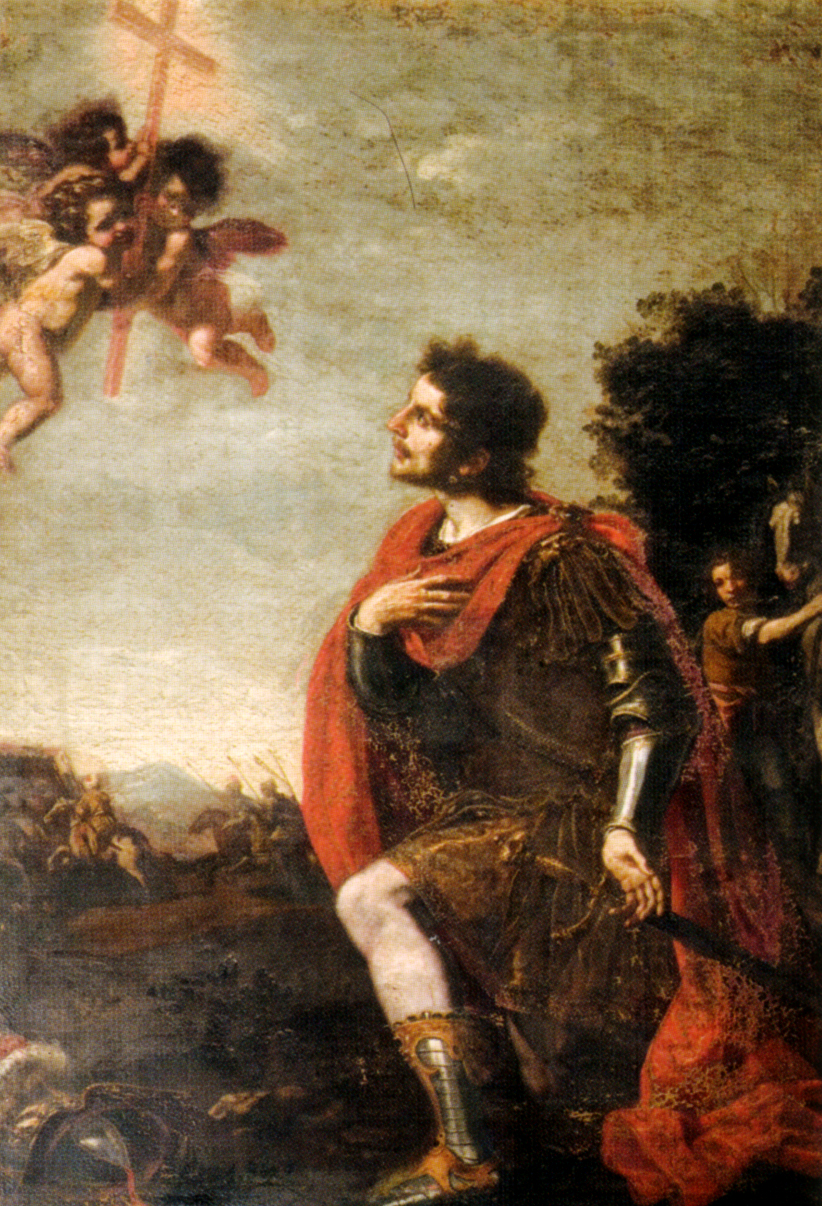
Jacopo Vignali: Aparición de la cruz a Constantino.

## Obras
Pintó al fresco Amor por la patria y El sueño de Jacob en la Casa Buonarroti de Florencia. En 1616 ingresó en la Accademia del Disegno de Florencia. En la década de 1620 pintó La investidura de San Benito para la Confraternità di San Benedetto Bianco. Entre 1622 y 1623 trabajó en los ciclos de frescos para los Médici en el Casino Mediceo di San Marco de Florencia y en la Villa del Poggio Imperiale. Hacia 1630 pintó las telas alusivas a la medicina (entre otras, El buen samaritano) de la Especiería del Convento de San Marcos de Florencia.